# 菜油甾烷
菜油甾烷（英語：Campestane，或24R-甲基胆甾烷，24R-methylcholestane）是一种四环三萜物质，其衍生物菜油甾醇（菜油甾-5-烯-3β-醇）最早提取自欧洲油菜（Brassica campestris），因而得名。

5α-菜油甾烷
5β-菜油甾烷